# Potos flavus
El kinkajú (Potos flavus) es una especie de mamífero carnívoro de la familia de los prociónidos, ampliamente distribuido por las selvas de México y Centroamérica hasta Brasil. Es pariente de los mapaches y los coatíes y no de los primates. Recibe otros nombres comunes, como martucha (en México), mico de noche (no confundir con los monos del género Aotus), perro de monte, cuchumbí, cusumbí, mico león, cuchicuchi (en Venezuela), huasa, martilla, mono michi, cuyuso, cusumbo (en Ecuador), chozna (en Perú),  mono nocturno (en Bolivia), micoleón (en El Salvador).  Es una especie arborícola, con cola prensil y con una lengua muy larga. En México se encuentra sujeto a protección especial.

## Características
En comparación con su pariente cercano, el mapache, el kinkajú tiene una cola particularmente larga, la cual utiliza para asegurarse mientras trepa.
El kinkajú alcanza una longitud de entre 42 y 58 centímetros, y un peso de entre dos y cinco kilogramos. Su cola de 40 a 50 centímetros es casi tan larga como su cuerpo. Su cuerpo es alargado pero musculoso, con cola larga, cuyo extremo es capaz de sujetarse de ramas y otros sitios similares. La cabeza es redondeada, con rostro corto y con ojos bastante separados y grandes. Las piernas y los brazos son cortos, pero muy hábiles para sujetarse. El pelaje es tupido, denso, corto, aterciopelado y de color variable, normalmente marrón en la espalda, amarillento en la parte inferior ( de allí que su nombre flavus = rubio ) y un poco más oscuro hacia la cabeza y también hacia el extremo de la cola.

## Biología y ecología

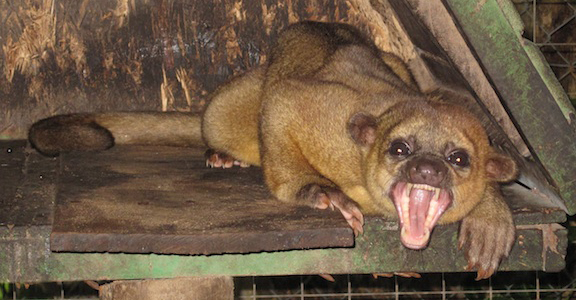
Un ejemplar mostrando su dentadura.

Habita en la selva tropical del centro y sur de América, desde México meridional hasta Brasil. Como resultado de su modo de vida nocturna, que pasa en la copa de los árboles, es capaz de ocupar el mismo hábitat utilizado por los monos platirrinos y los monos capuchinos durante el día.
Se alimentan de flores, brotes, insectos, nueces, huevos y comen pulpa de frutas con su larga lengua. Les gusta mucho la miel, de ahí su nombre, la que comen y lamen.
La mayoría de los kinkajús son solitarios. No poseen un período de apareamiento determinado. Durante la primavera o el verano, luego de un período de gestación de alrededor de 120 días, la hembra generalmente da a luz una sola cría, a la cual amamanta durante aproximadamente cuatro meses. Existe un animado contacto vocal entre madre e hijo. Las hembras se vuelven sexualmente maduras a la edad de 30 meses, mientras que los machos lo hacen a los 18 meses.
Los kinkajúes son aún bastante comunes en las áreas densamente arboladas. Sin embargo, la destrucción de la selva los está amenazando, especialmente en América Central.